# موريه
موريه، (بالإنجليزية: Muret)‏، نطق (الفرنسية: my.ʁɛ)، هي بلدية فرنسية في إقليم غارون العليا، وهي مقاطعة فرعية، في منطقة أوكيتان بجنوب غرب فرنسا.

## معرض صور

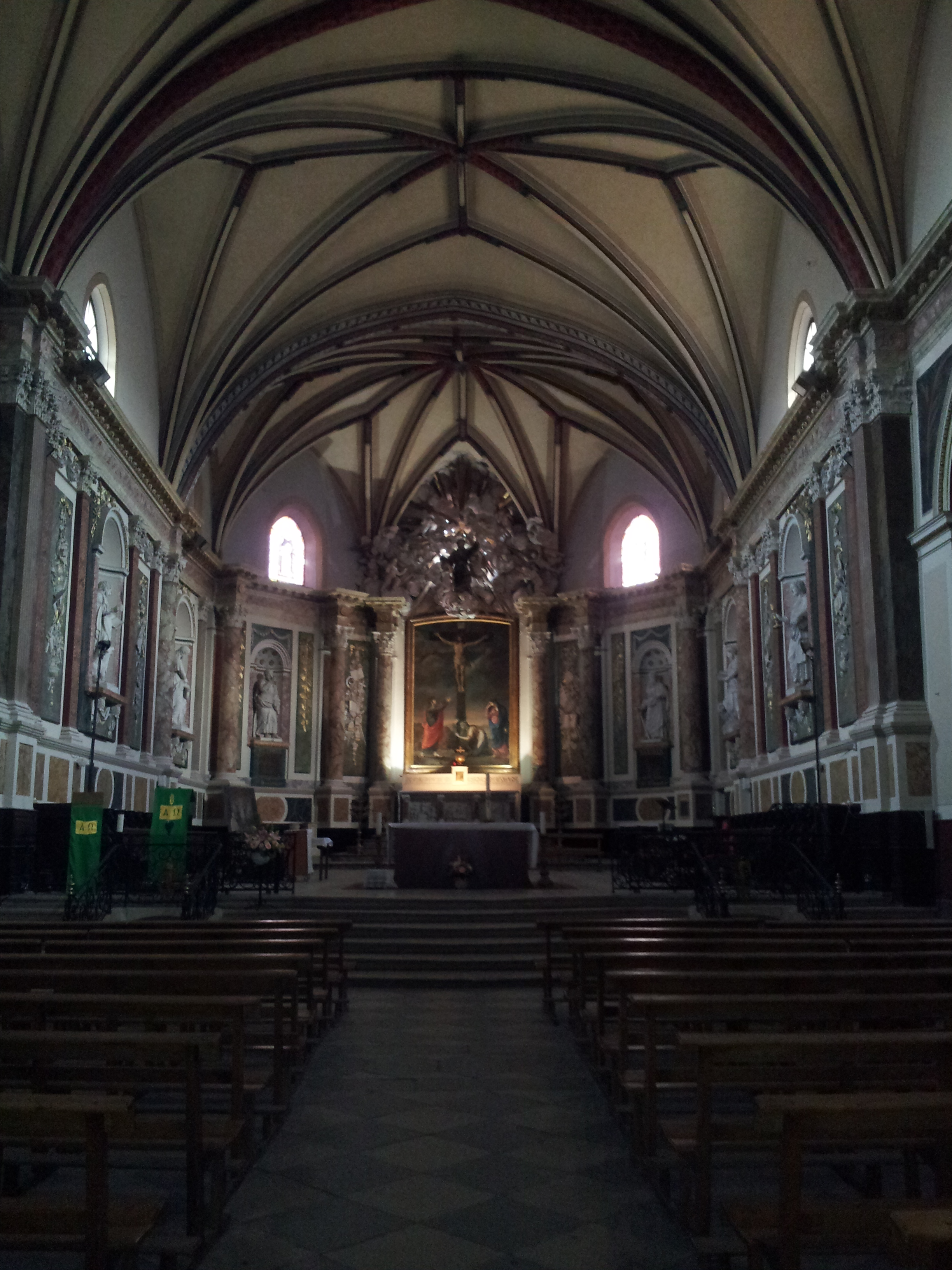
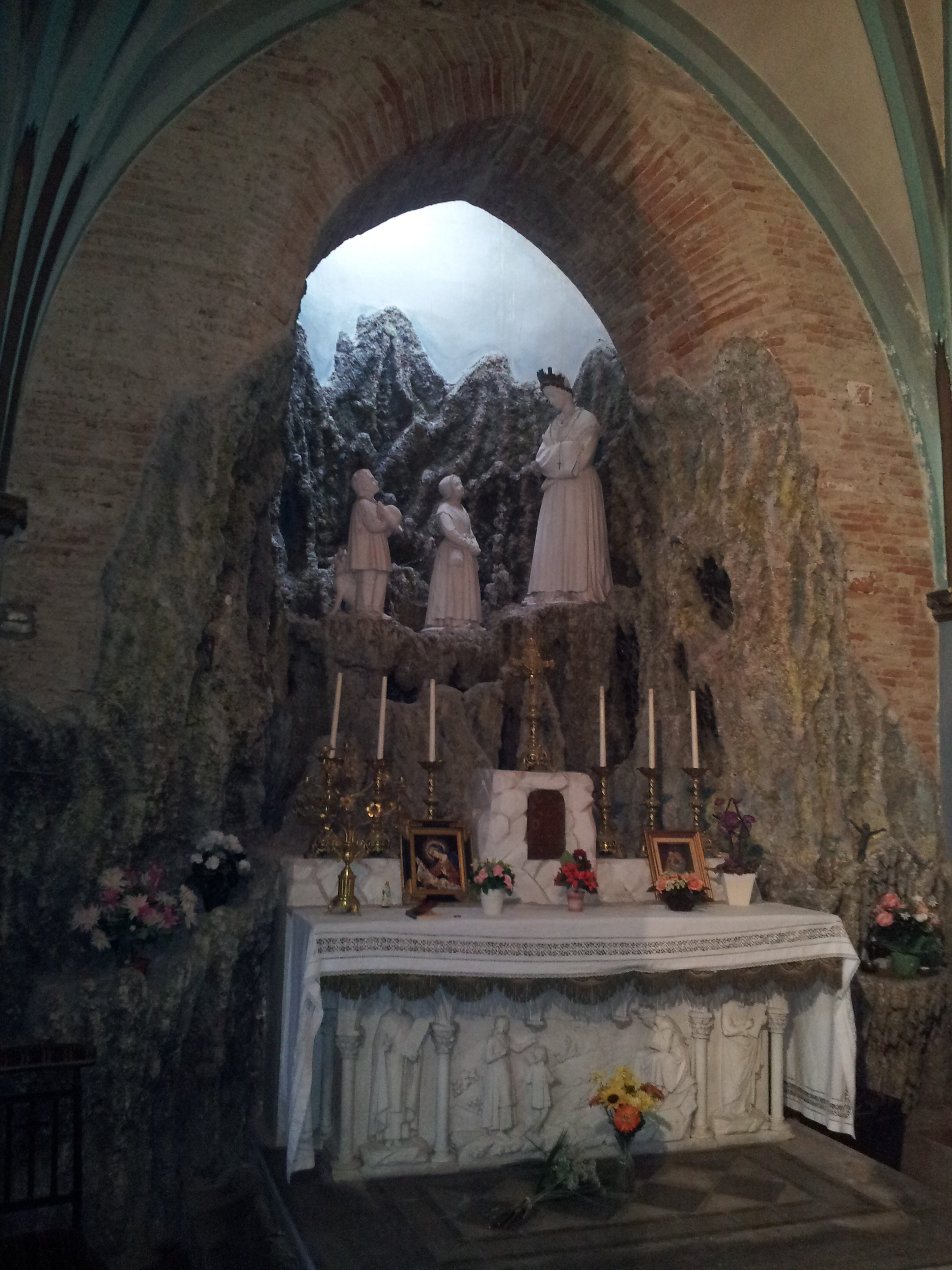
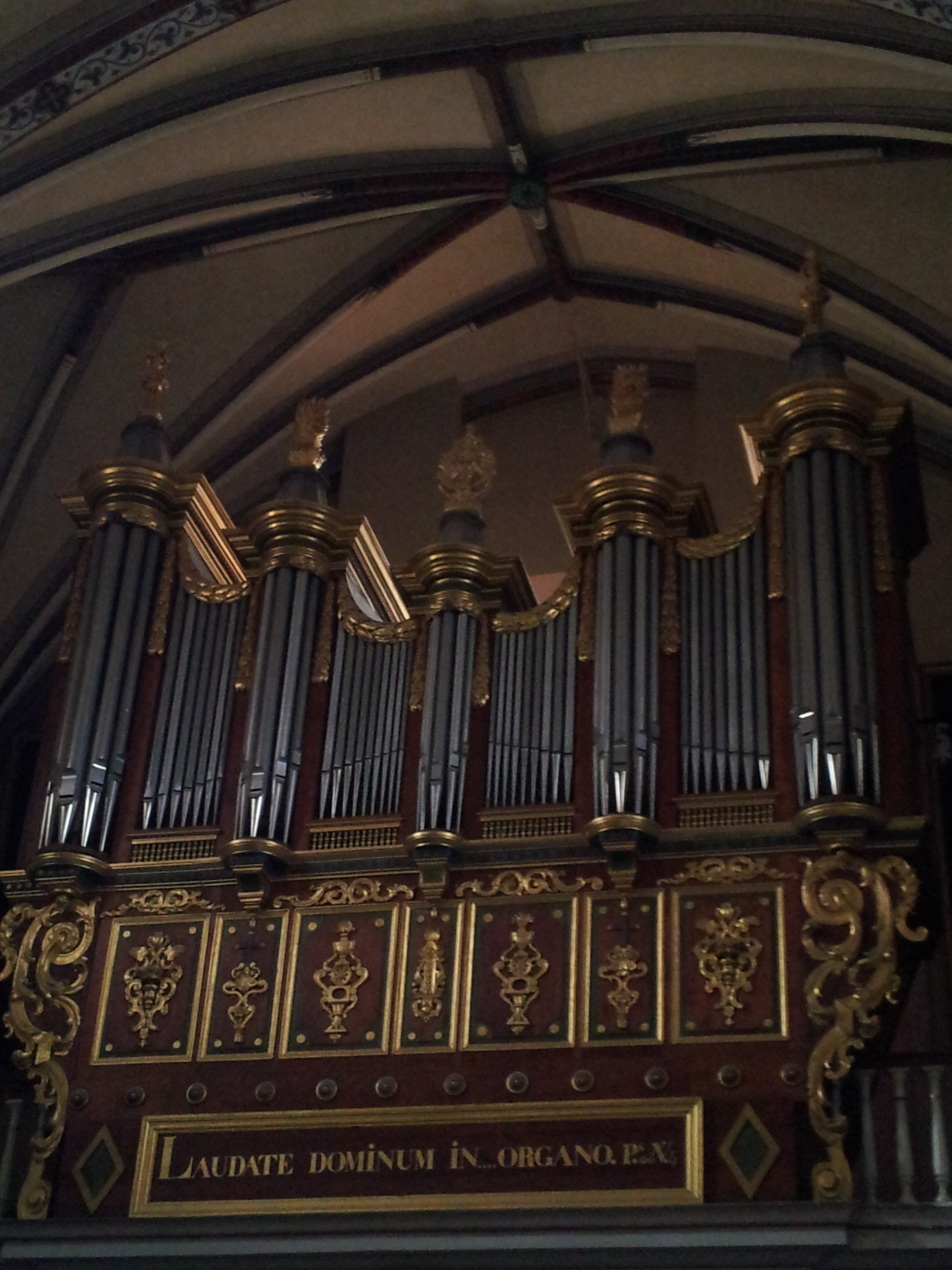

## توأمة
لموريه اتفاقيات توأمة مع:
- مونثون

## أعلام
- فينسنت أوريول
- فريدريك بيتي
- كليمان آدر
- مانون أندريه
- بيدرو الثاني ملك أراغون